# 霍羅斯納
48°39′15″N 24°50′23″E / 48.65417°N 24.83972°E
霍羅斯納（烏克蘭語：Хоросна），是烏克蘭的村落，位於該國西部伊萬諾-弗蘭科夫斯克州，由科洛梅亞區負責管轄，面積4.48平方公里，2023年人口46，人口密度每平方公里32.6人。